# 에리다누스자리 엡실론
에리다누스자리 엡실론(ε Eri) 또는 란(Ran)은 남반구 하늘 에리다누스자리 방향에 있는 항성이다. 밤하늘에서의 위치는 천구 적도에서 남쪽으로 9.46도 떨어져 있어서 지구상 거의 모든 장소에서 관측할 수 있다. 지구로부터의 거리는 약 10.5 광년에 겉보기 등급은 +3.73이다. 맨눈으로 볼 수 있는 단독별 혹은 항성계 중 지구에서 세 번째로 가까운 별이기도 하다. 엡실론별은 외계 행성을 거느리고 있는데 이는 존재를 검증중인 센타우루스자리 알파 Bb가 발견되기 전까지는 지구에서 가장 가까운 외계 행성계 주인별이었다. 나이는 10억 년 미만일 것으로 추측된다. 이처럼 젊기 때문에 에리다누스자리 엡실론은 태양보다 항성 자기장 활동이 활발하며 항성풍의 세기가 태양의 30배나 된다. 1회 자전에 걸리는 시간은 별의 적도에서 11.2일이다. 엡실론은 태양보다 질량이 작고 좀 더 어두우며 헬륨보다 무거운 물질의 함량이 상대적으로 적다. 분광형 K2에 항성의 전성기인 주계열 단계에 있는데 이 상태의 별은 중심핵에서 수소를 태워 헬륨으로 바꾼다. 이렇게 물질을 변환하면서 열에너지를 발생시키는데 그 값은 표면에서 약 5,000 켈빈 수준이고 이 온도에서 엡실론은 오렌지색으로 빛난다.
에리다누스자리 엡실론이 지구 관측자의 시선방향에 대해 움직이는 모습(시선속도)은 25년 전부터 주기적으로 관측되어 왔다. 시선속도값은 주기적으로 변화를 보여 왔으며 여기로부터 가스 행성이 별을 돌고 있다는 증거를 확보했고 이로써 발견 당시 엡실론별은 외계행성을 거느리고 있는 항성계 중 지구에서 가장 가까운 천체가 되었다. 아티 해치스 연구진이 2000년 이 행성 후보 에리다누스자리 엡실론 b를 발견했다. 현재까지 밝혀진 자료에 따르면 b는 엡실론별을 약 7년 주기에 걸쳐 평균 궤도 반지름으로 3.4 천문단위 떨어져 공전하고 있다.(1 천문단위는 태양으로부터 지구까지의 거리이다.) 이 발견은 시선속도 자료에 배경상 잡음이 많아서 신빙성에 논란이 있었으나 현재 다수 천문학자들은 b의 존재가 검증되었다고 보고 있다. 2015년 국제천문연맹(IAU)은 b에 고유명칭 에기르 AEgir를 부여했다.
엡실론 계에는 두 개의 암석질 소행성대가 있는데 별에서 가까운 것은 3 천문단위 거리에, 먼 것은 약 20 천문단위 거리에 있다. 이들의 띠 구조는 가상의 두 번째 행성 에리다누스자리 엡실론 c에 의해 유지되고 있을 것이다. 엡실론 계에는 탄생 초기 행성을 만들고 남은 미행성의 잔해가 보다 먼 곳에 먼지 원반 구조를 형성하고 있다.
에리다누스자리 엡실론의 이름을 정식으로 처음 붙인 사람은 1603년 요한 바이어이다. 엡실론별은 큰곰자리 운동성군의 일원일 가능성이 있다. 운동성군을 구성하는 별들은 우주공간을 비슷한 움직임을 보이면서 이동하며 이들의 경로를 역추적하면 같은 산개성단에서 태어났음을 알 수 있다. 엡실론별에서 가장 가까운 이웃별은 쌍성계 루이텐 726-8이며 둘은 약 31,500년 후 약 0.93 광년 거리까지 접근한 뒤 다시 멀어질 것이다. 엡실론은 태양 비슷한 별로서 생명체가 태어날 가능성이 있는 행성을 거느리고 있기 때문에 SETI 프로젝트가 연구하는 대상 천체로 관심을 받아 왔다. 또한 여러 과학 소설의 배경으로 쓰여 왔으며 미래 성간 여행이 현실화될 경우 유력한 방문 목표지가 될 것이다. 엡실론 별에서 우리 고향을 거꾸로 바라본다면 태양은 뱀자리에서 2.4 등급으로 빛날 것이다.

## 이름
'에리다누스자리 엡실론'은 항성계를 바이어 명명법으로 부른 이름이며 이외에 여러 성표에서는 독자적인 명명법에 따라 이 별을 표기하고 있다. 상대적으로 밝은 별임에도 과거 천문학자들이 남긴 기록에 이 별이 고유명칭(사람들이 부르는 애칭)으로 표기된 적은 없다. 이후 엡실론 주위를 도는 행성 하나가 발견되었으며 이 행성의 이름은 외계 행성 명칭을 붙이는 규칙에 따라 '에리다누스자리 엡실론 b'로 명명되었다.
국제천문연맹은 고유 명칭이 아직 없는 외계행성과 어머니 별에 이름을 붙여주는 공공 프로젝트를 개최하였는데 에리다누스자리 엡실론 b와 어머니 별 엡실론도 이 계획의 대상에 포함되었다. 이름 아이디어는 공개응모 후 투표로 결정되었으며 IAU는 2015년 12월 엡실론의 이름으로 란(Ran), 엡실론 b의 이름으로 에기르(AEgir)를 선정하였다. 두 이름은 북유럽 신화에 나오는 바다의 신 에기르와 그의 아내 란에서 따 온 것이다. 2016년 국제천문연맹은 항성 고유명칭을 목록화, 표준화 할 목적으로 WGSN(Working Group on Star Names, 항성명칭심의회)를 조직하였는데 2016년 7월 WGSN은 새로운 이름 둘을 엡실론과 엡실론 b 명칭으로 공식 등재하였다.

## 관측 역사

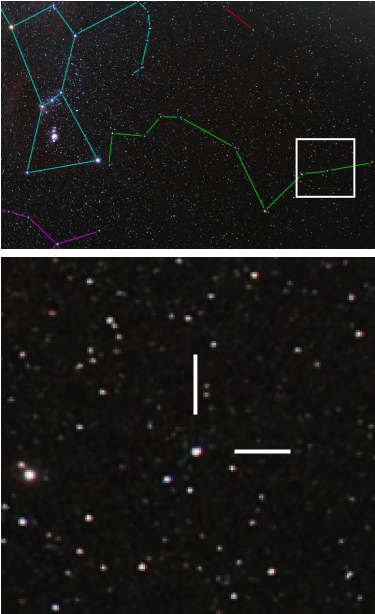
사진 1: 초록색 선은 에리다누스자리 북쪽 부분이며 파랑색 선은 오리온자리이다. 사진 2: 사진 1의 흰 상자 부분. 엡실론별은 흰 선 둘이 교차하는 부분에 있다.

### 성표 수록
이집트 알렉산드리아 출신의 그리스 천문학자 클라우디오스 프톨레마이오스는 1,000개 이상의 항성을 수록한 자신의 성표에 에리다누스자리 엡실론을 포함시켰는데, 이로부터 고대 천문학자들이 늦어도 2세기 경에 엡실론별의 존재를 인지하고 있었다는 사실을 알 수 있다. 이 성표는 프톨레마이오스의 천문학 논문책 알마게스트(Μαθηματικὴ Σύνταξις, 마테마티케 신탁시스) 13권 중 7권(북쪽 하늘)과 8권(남쪽 하늘) 부분에 실렸다. 프톨레마이오스는 8권에서 아홉 번째 별자리로 현 에리다누스자리를 "Ποταμού"('강' 의미)으로 수록했으며, 엡실론은 13번째 별로 나온다. 프톨레미는 엡실론별을 "ό τών δ προηγούμενος" (여기에서 "δ"는 숫자 '4'이다.)로 불렀는데 이는 그리스어로 '넷 중 가장 앞서 가는 자'라는 의미이다. 앞 문장의 '넷'은 에리다누스자리 감마, 파이, 델타, 엡실론(10~13번째)을 말한다. 이들 중 엡실론은 제일 서쪽 끝에 있어서 하늘이 동에서 서로 움직일 때 나머지 세 별을 이끄는 것처럼 보인다. 프톨레미의 성표 내 엡실론의 현대 명칭은 "P 784" (눈에 보이는 순서대로)와 "Eri 13"이다. 프톨레미가 엡실론에 부여한 실시등급은 3이었다.
에리다누스자리 엡실론은 중세 이슬람의 천문학 논문 여러 곳에도 등장한다. 대표적인 것으로 프톨레마이오스의 성표를 기초로 알-수피가 서력 964년 집필한 《Book of Fixed Stars》(붙박이별에 관한 책), 알-비루니가 1030년 펴낸 《Mas'ud Canon》, 울루그 베그가 1437년 쓴 《Zij-i Sultani 》가 있다. 알-수피는 엡실론의 겉보기 밝기를 3등급으로 기록했다. 알-비루니는 프톨레마이오스와 알-수피의 밝기를 인용하여 수록했으며(그러나 선대 두 명이 측정한 밝기가 3등급이었음에도 알-비루니는 엡실론 밝기를 4등급으로 기록하여 값이 일치하지 않는다.) 엡실론에는 하늘에서 나타나는 순서에 따라 786번을 부여했다. 울루그 베그는 사마르칸드의 개인 천문대에서 엡실론을 새롭게 관측했으며 겉보기 등급은 알-수피의 3등급을 인용했다. 울루그 베그의 성표를 현대적 명칭으로 개정한 것에 따르면 엡실론은 "U 781" , "Eri 13"이다.(후자는 프톨레마이오스의 성표 명칭과 똑같다.)
에리다누스자리 엡실론은 1598년 티코 브라헤의 성표에 실렸으며 1627년 요하네스 케플러가 간행한 루돌프 표에도 포함되었다. 루돌프 표는 브라헤가 벤 섬에 있는 우라니보르크, 슈테옌보르크 천문대에서 1577년부터 1597년에 걸쳐 관측한 자료를 정리하여 간행한 것이다. 에리다누스자리에서 엡실론이 받은 순번은 10이고 명칭은 "Quae omnes quatuor antecedit"(라틴어로 '넷 중 가장 앞서 가는 자')인데 이는 프톨레마이오스가 붙인 이름과 같은 뜻이다. 브라헤는 이 별의 겉보기 등급을 3으로 매겼다.
1603년 독일 천문지도 제작자 요한 바이어는 자신의 노작 우라노메트리아에 엡실론별을 바이어 명명법을 처음 적용하여 수록했다. 그는 각 별자리를 이루고 있는 별 가운데 가장 밝은 별부터 어두운 별까지 순서대로 알파(α), 베타(β), 감마(γ), 델타(δ)의 순으로 이름을 붙였다. 그러나 바이어 시대의 밝기 등급은 소숫점 이하를 매기지 않았기 때문에 같은 등급 안에서는 상대적인 밝기가 아니라 위치 순서대로 부호를 붙이는 등 정확함이 떨어졌다. 그 결과 엡실론별은 그리스 문자로는 다섯 번째이지만 실제 별자리 내 밝기는 열 번째이다. 바이어는 그리스 문자 엡실론(ε) 외에 숫자 13(프톨레마이오스의 성표 번호와 같은데 바이어는 실제로 많은 별에 프톨레미와 같은 번호를 부여했다.), 명칭으로 "Decima septima" (라틴어로 '17번째')을 붙였다. '17번째'를 붙인 이유는 다음과 같다. 바이어는 에리다누스자리의 북쪽 부분 21개 항성에 가장 동쪽 별(β, "Supra pedem Orionis in flumine, prima", '오리온자리 리겔 위의 강에서 첫 번째')부터 시작하여 서쪽 끝 별(σ, "Vigesima prima", '스물 한 번째')까지 이름을 붙였는데 엡실론은 이들 중 열 일곱 번째였다. 21개 별들은 순서대로 β, λ, ψ, b, ω, μ, c, ν, ξ, ο(두 개임), d, A, γ, π, δ, ε, ζ, ρ, η, σ이다. 바이어는 엡실론의 밝기를 3등급으로 매겼다.
1690년 요하네스 헤벨리우스는 본인의 성표에 엡실론을 포함시켰다. 에리다누스자리에서 엡실론의 순번은 14, 명칭은 "Tertia"('세 번째'라는 의미임), 겉보기 등급은 3(버번트와 겐트의 논문) 또는 4(베일리의 논문)를 받았다. 1712년 영국 천문학자 존 플램스티드는 1712년 성표를 출판하면서 엡실론에 플램스티드 명칭으로 '에리다누스자리 18'을 붙였는데 이는 별자리에서 적경 기준으로 오름차순 정렬을 한 결과 엡실론이 18번째였기 때문이다. 프리드리히 베셀은 제임스 브래들리가 1750년부터 1762년까지 관측한 자료를 바탕으로 1818년 성표를 출간했는데 여기에서 엡실론의 겉보기 밝기는 4등급으로 기록되었다.
프랑스 천문학자 니콜라 루이 드 라카유는 1757년 398개의 항성을 수록한 "Astronomiæ Fundamenta, Paris"를 출간하였고 여기에 엡실론별을 포함시켰다. 그는 1755년에 307개의 항성을 수록한 "Ephémérides des Mouvemens Célestes, pour dix années, 1755—1765"를 출간하였는데 이를 기반으로 2년 후 증보판을 내놓은 것이다. 프랜시스 베일리는 라카유의 성표를 기반으로 1831년 보강판을 내놓았는데 여기에서 엡실론 명칭으로 50번을 부여했다. 라카유는 엡실론의 밝기를 3등급으로 기록했다.
1801년 제롬 랄랑드는 1791~1800년 사이 관측기록을 기초로 약 5만 개 항성을 관측한 시간 순서대로 수록한 성표 《Histoire Céleste Française》를 간행했다. 여기에는 에리다누스자리 엡실론의 관측 기록 3개가 실려 있는데 각각 1796년 9월 17일(246쪽), 1796년 12월 3일(248쪽), 1797년 11월 13일(307쪽)이다. 1847년 프랜시스 베일리 연구진은 랄랑드의 성표를 보강하여 출판했는데 관측자료 대부분은 랄랑드의 것이나 항성을 적경 기준으로 정렬하였다. 모든 항성에는 관측사건마다 고유번호를 부여하였고 엡실론에는 3회 관측사건에 기초하여 6581, 6582, 6583 번호가 붙었다.(오늘날 이 성표로 표시한 항성명칭에는 접두어로 "Lalande" 또는 "Lal"이 붙는다.) 랄랑드는 엡실론의 겉보기 밝기를 3으로 수록했다. 1801년 요한 엘레르트 보데는 102개 별자리에 속한 1만 7천 개 별을 수록한 자신의 성표에 엡실론을 수록했는데 부여받은 번호는 에리다누스 별자리에서 '159번'이었다. 보데의 성표는 여러 천문학자들의 연구결과에 기반한 것으로서 대다수 자료는 라카유(남반구 하늘), 랄랑드의 것이었고 여기에 보데 본인의 관측자료를 첨가했다. 여기에서 엡실론은 랄랑드의 관측자료에 기초하여 수록되었다. 보데는 엡실론의 겉보기 등급을 3으로 기록했다. 1814년 주세페 피아치는 자신의 성표 제2판을 출판했다.(초판은 1803년 냈음) 그는 1792년부터 1813년까지의 관측자료를 토대로 7,000개 이상의 항성을 시간단위로 묶어 총 24시간(0~23시간)으로 정리했다. 엡실론은 '3시간-89번 별'로 기록되었으며 겉보기 등급은 4였다. 1918년 엡실론은 헨리 드레이퍼 목록에 HD 22049로 수록되었으며 잠정적으로 부여된 분광형은 K0였다.

### 지구에서 가까움을 알아내다
1800년부터 1880년까지의 관측자료로 엡실론의 천구상 고유운동이 크다는 것을 알아냈는데 그 각속도는 1년에 3초각이었다. 이 움직임은 엡실론이 상대적으로 지구에서 가깝다는 증거였으며 삼각법으로 엡실론의 시차를 구하는 동기를 마련했다. 시차측정은 지구가 태양을 돌면서 엡실론의 천구상 위치 변화를 기록, 항성까지의 거리를 측정하는 것이다. 1881년부터 1883년까지 미국 천문학자 윌리엄 루이스 엘킨은 남아프리카 공화국 왕립 천문대에 설치된 헬리오미터를 이용하여 엡실론별의 위치를 근처 가까운 별 두 개와 비교했다. 이 관측으로부터 엡실론의 시차는 0.14 ± 0.02 초각이 나왔다. 1917년 천문학자들은 0.317 초각으로 시차 추정치를 수정했다. 현재 알려진 측정치 0.3109 초각은 대략 10.5 광년 거리에 해당된다.

### 별주위 환경 관측사
1938년부터 1972년 사이 엡실론별의 방위에 예측하지 못한 변화가 발견되었는데 이로부터 네덜란드계 미국 천문학자 피터 반 데 캄프는 공전주기 25년의 보이지 않는 동반천체가 별을 중력적으로 흔들어 위치를 바꾸어 놓는다고 주장했다. 1993년 독일 천문학자 불프-디터 하인츠는 이 주장을 반박했고 사진건판에 있는 체계적 오류가 이 잘못된 관측자료의 원인이라고 분석했다.
1983년 발사된 우주 망원경 IRAS는 태양에서 가까운 항성들이 뿜는 적외선을 조사했다. 2년 후 엡실론별 근처에서 초과 적외선 방출 현상이 확인되었다는 발표가 나왔는데 이는 고운 입자 크기의 우주먼지가 항성을 돌고 있다는 뜻이었다. 이후 엡실론별의 이 먼지 원반은 폭넓게 연구되어 왔다. 이후 1998년 먼지원반에 나타나는 비대칭적인 구조를 관측했는데 이는 행성이 존재한다는 증거였다. 이러한 먼지원반 내 덩어리 구조는 원반 경계면 바로 안쪽을 도는 행성 하나가 먼지원반 구조에 중력적인 영향을 미치기 때문이라는 추측이 나왔다.
1980년부터 2000년까지 미국 천문학자 아티 헤치스가 이끄는 연구팀은 엡실론별을 시선속도법으로 관측했으며 지구에서 볼 때의 시선방향을 따라 별이 보여주는 움직임 변화를 측정했다. 누적된 자료로부터 행성 하나가 항성을 7년 주기로 공전하면서 중력으로 별을 흔든다는 증거가 발견되었다. 광구에서 시선속도상 높은 수준의 잡음이 나오는 원인은 보통 이온화된 칼슘에서 나오는 방출선에 변화가 일어나기 때문이다. 만약 잡음의 근원이 방출선이 아니라면 가장 유력한 원인은 행성체가 주변을 도는 것이다. 허블 우주 망원경이 2001년부터 2003년까지 확보한 측성학적 자료는 행성 하나가 엡실론별을 중력적으로 흔들고 있음을 보여주어 이 발견에 신빙성을 더해 주었다.
미국 천체물리학자 앨리스 퀴엔과 제자 스티븐 손다이크는 엡실론 주위 먼지원반 구조를 컴퓨터 시뮬레이션으로 돌려 보았다. 이들은 먼지입자로 이루어진 덩어리 구조가 두 번째 행성이 찌그러진 궤도를 돌고 있다는 증거라고 주장했다. 이 연구결과는 2002년 공식발표 되었다.

### SETI및 탐사 계획
1960년 미국 물리학자 필립 모리슨, 이탈리아 물리학자 주세페 코코니는 외계 문명은 의사전달 수단으로 전파 신호를 사용할 것이라고 주장했다. 미국 천문학자 프랭크 드레이크가 주도한 오즈마 계획은 테이텔 망원경을 사용하여 에리다누스자리 엡실론이나 고래자리 타우처럼 태양에서 가까운 별에서 보낸 전파신호를 잡아내려 했다. 중성수소의 방출 주파수 1420 MHz 수준에서 이웃 행성계들을 관측했으나 지적 생명체의 존재 신호는 감지되지 않았다. 드레이크는 2010년 이 실험을 반복했으나 결과는 똑같이 부정적이었다. 이렇게 성공 사례가 없음에도 불구하고 드레이크가 최초 실험을 한 이후 오랫동안 엡실론은 과학 소설의 무대로 등장해 왔다.
미국 우주과학자 스티븐 돌이 쓴 랜드 연구소의 1964년 보고서 '인간이 살 수 있는 행성들'(Habitable Planets for Man)에는 엡실론별 주위를 도는 행성이 인간이 살기 적합한 환경일 확률이 3.3%라고 주장했다. 지구 근처 22광년 이내 별들 중에서 에리다누스자리 엡실론은 생명체가 거주 가능한 행성을 거느릴 것으로 유력해 보이는 14개 항성 중 하나로 선정되었다.
미국 우주과학자 윌리엄 맥러플린은 1977년 외계 지성체 탐사 계획(SETI)상 새로운 전략을 제시했다. 그는 외계 생명체가 의사전달 신호를 우주에 보내거나 받는 도구로 신성 폭발처럼 광범위하게 관측이 가능한 천문현상을 이용할 것이라는 가설을 내놓았다. 이 아이디어는 1988년 미국 국립 전파천문학 천문대에서 시험가동되었으며 1975년 백조자리 신성 폭발을 시간측정기로 선정했다. 15일간 관측하였으나 엡실론별에서 검출된 전파신호는 없었다.
1985년 미국 물리학자 로버트 포워드는 이 별을 지구로부터 가깝고 태양과 비슷한 물리적 특질을 보인다는 이유로 인류가 성간여행을 통해 방문할 목적지로 선정했다. 이듬해 영국 행성간 공동체(British Interplanetary Society)는 다이달로스 계획의 목표지점 중 하나로 엡실론을 선정했다. 2011년 이카루스 계획에서 목적지로 선정되는 등 엡실론 계는 앞으로도 이러한 탐사계획의 방문 후보지로 계속 지목될 것이다.
1995년부터 SETI가 주관한 피닉스 프로젝트는 23.5 광년 이내에 있는 항성들을 대상으로 마이크로파를 이용하여 지적 생명체가 보내는 신호를 찾아내려 했는데 엡실론별 또한 여기에 포함되었다. 이 프로젝트는 2004년까지 800개 가까운 별들을 관측하였으나 생명체 존재를 주장할 수 있는 신호는 감지하지 못했다.

## 물리적 제원

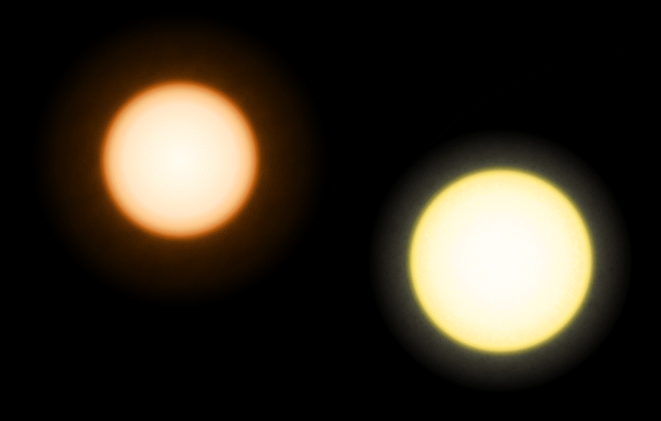
에리다누스자리 엡실론(왼쪽)과 태양(오른쪽)의 크기를 비교한 그림.

엡실론별과 태양의 거리는 약 10.5 광년으로 2015년 기준으로 태양에서 13번째로 가까운 항성 또는 항성계이다. 지구에서 가깝기 때문에 이 별의 분광형은 다른 항성에 비해 연구가 자세히 이루어졌다. 밤하늘 에리다누스자리의 북쪽 부분에 자리잡고 있으며 약간 더 밝은 별 에리다누스자리 델타로부터 약 3도 동쪽에 있다. 적위는 −9.46도로 지구 거의 전 지역에서 볼 수 있다. 다만 북위 80도 위에서는 지평선 아래로 가려 볼 수 없다. 겉보기 등급은 3.73으로 도심지 근교에서는 광공해 때문에 빛이 가려 맨눈으로 보기 힘들다.
질량은 태양의 82% 정도이고 반지름은 태양의 74% 수준에 밝기는 태양의 34 퍼센트 정도이다. 표면 온도 예측치는 약 5,084 켈빈이다. 분광형은 K2 V로 센타우루스자리 알파 B에 이어 태양으로부터 두 번째로 가까운 K형 주계열성이다. 1943년 이후 이 별의 스펙트럼은 다른 별들의 분광형을 정하는 안정적인 기준점으로 쓰여 왔다. 엡실론의 중원소 함량(헬륨보다 무거운 원소가 항성 대기에 포함되어 있는 비율)은 태양보다 미세하게 적다. 엡실론별의 채층(빛을 뿜는 광구 바로 위 지대)에 포함된 철의 양은 태양의 74% 정도이다.
에리다누스자리 엡실론별의 분광형 K는 스펙트럼상 흡수선(수소가 에너지를 흡수하기 때문에 나오는 선)이 상대적으로 약하게 나타나며, 중성 원자·이온화된 칼슘(Ca II)의 선이 강하게 나타난다. 광도분류 V는 별이 중심핵에서 열핵 융합으로 에너지를 생산하는 단계임을 뜻한다. K형 주계열성의 경우 이 융합반응은 수소 원자핵 4개가 헬륨 원자핵 1개로 합쳐지는 양성자-양성자 연쇄 반응이 주를 이룬다. 별 내부 영역에서 에너지는 중심핵으로부터 바깥쪽으로 복사 작용을 통해 전달되어 별 내부 플라스마의 순수 운동(net motion)은 일어나지 않게 된다. 에너지는 플라스마 대류 작용을 통해 항성 바깥쪽으로 이동한 뒤 광구로 옮겨지며 별을 탈출하여 우주로 뿜어져 나간다.

### 자기장 활동

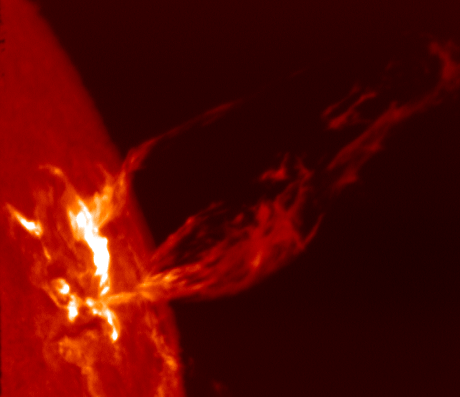
태양의 표면. 자기장 활동이 일어나고 있다.

엡실론은 바깥쪽 대기층인 채층과 코로나에서 태양보다 높은 수준의 자기장 활동을 보여준다. 엡실론이 전체 표면에서 뿜는 자기장의 평균 힘은 (1.65 ± 0.30) × 10−2 T로 태양 광구에서의 자기장 힘 (5–40) × 10−5 T의 40배나 된다. 상기 자기장 수치는 약 0.14 T의 자기장 플럭스가 항성표면 9퍼센트 정도를 불규칙하게 뒤덮고 나머지 부분은 자기장이 없다는 가정 아래 나온 값이다. 엡실론의 전반적인 자기장 활동은 불규칙하나 그 변동 주기는 대충 4.9년으로 보인다. 항성의 반지름에 변화가 없다고 가정하면 4.9년 활동주기를 단위로 하여 표면온도는 15 켈빈, 겉보기 등급은 0.014의 진폭을 보일 것이다.
엡실론의 표면 자기장은 광구에서 일어나는 유체동역학적 현상의 원인이 된다. 이는 항성을 도플러 현상으로 관측할 때 잡음의 양이 커지게 만든다. 일반적인 항성에서 나오는 오류율은 초당 3미터였음에 비해 엡실론을 20년 동안 관측한 결과 오류율은 그보다 훨씬 높은 초당 15미터 수준이었다. 이러한 큰 잡음은 시선속도에 나타나는 규칙성(예를 들어 외계 행성이 항성을 돌면서 주기적으로 흔드는 것)을 잡아내기 어렵게 한다.
에리다누스자리 엡실론은 용자리 BY형 변광성으로 분류되는데 이는 별이 자전하면서 시선방향으로 다가왔다가 멀어지는 자기장 활동 영역이 있기 때문이다. 이런 변화를 측정한 결과 엡실론의 적도는 평균 11.2일에 한 번 자전하는 것으로 나타났다. 이는 태양 자전주기의 절반이 되지 않는다. 엡실론의 겉보기 밝기는 짧은 자기장 활동과 흑점 때문에 약 0.050 정도 변화한다. 프톨레마이오스는 엡실론이 태양과 마찬가지로 위도에 따라 자전 속도가 다를 것이라고 예측하였다. 알려진 엡실론의 자전주기는 10.8일에서 12.3일 범위 안에 있다. 지구로부터의 시선방향에 대한 엡실론의 자전축 각도는 불확실하다. 예측치는 24도에서 72도 사이이다.
에리다누스자리 엡실론이 보여주는 높은 수준의 채층 활동, 강력한 자기장, 상대적으로 빠른 자전속도는 젊은 항성의 특징이다. 엡실론의 나이는 대략 4억 4천만 년으로 추정된다.(이 추정치에 대해 논란이 있다.) 대부분의 나이 예측치 범위는 2억 ~ 8억 년 사이에 있다. 중원소 함량이 낮은 것을 엡실론이 상대적으로 나이든 별이라는 증거로 해석할 여지가 있는데, 항성은 시간이 지나면서 무거운 물질을 점점 많이 만들어내며 이런 별들의 부산물로부터 만들어진 신세대 항성은 전보다 더 많은 중원소를 포함하기 때문이다. 다만 이런 모순의 원인은 헬륨 및 그보다 무거운 원소가 확산 작용을 통해 광구를 빠져나와 대류층보다 아래 영역으로 가라앉았기 때문일 것이다.
엡실론의 엑스선 광도는 약 2 × 1028 erg/s (2 × 1021 W)로 활동이 가장 왕성할 때의 엑스선 밝기는 태양보다 높다. 이처럼 강력한 엑스선이 나오는 근원은 별의 뜨거운 코로나이다. 엡실론의 코로나는 태양보다 규모가 크고 더 뜨거워 보이는데 코로나의 자외선 및 엑스선 방출을 관측한 것으로부터 측정한 온도는 3.4 × 106 K이다.
엡실론이 내뿜는 항성풍은 우주로 계속 퍼져나가다가 별 주위 가스와 먼지가 성기게 퍼져 있는 상태인 성간매질과 충돌하고, 수소 기체를 가열시켜 거품 구조를 만든다. 허블 우주 망원경은 이 가스에서 나온 흡수선을 관측하여 항성풍의 물리적 속성을 측정할 수 있었다. 뜨거운 코로나 때문에 엡실론은 항성풍 형태로 질량을 태양의 30배 속도로 잃고 있다. 이 항성풍은 반지름 8,000 천문단위 크기의 항성권(astrosphere, 태양 주위 태양권과 같은 구조)을 형성하며, 내부에 별로부터 약 1,600 천문단위 거리에 보우 쇼크 구조가 있다. 지구로부터의 거리를 고려하면 우리 눈에 보이는 엡실론별의 항성권 겉보기 크기는 약 42 분각으로 보름달보다 크다.

### 운동학
에리다누스자리 엡실론의 고유 운동량은 큰데 구체적으로 매년 적경방향 −0.976 초각, 적위방향 0.018 초각, 둘을 합친 연간 고유 운동은 0.962 초각이다. 시선 속도에 따르면 이 별은 지구로부터 초당 +15.5 킬로미터 속도로 멀어지고 있다. 은하좌표로 표시한 엡실론의 우주속도 요소는 (U, V, W) = (−3, +7, −20) km/s로 별이 우리 은하 중심으로부터 약 2만 8700 광년 떨어진 곳을 0.09의 궤도이심률을 그리면서 공전하고 있음을 뜻한다. 운동 방향에 따르면 엡실론은 큰곰자리 운동성군의 구성원일 가능성이 있다. 성군을 구성하는 별들은 우주 공간을 같은 움직임을 보이면서 이동하는데, 이들은 산개성단에서 태어난 뒤 뿔뿔이 흩어진 것으로 보인다. 성군 멤버들의 나이는 4~6억 년으로 보이는데 이는 엡실론의 나이 예측치 범위 내의 값이다.
지난 100만 년 동안 3개의 항성이 엡실론으로부터 7광년 이내로 접근한 것으로 보인다. 가장 최근에, 그리고 가장 가까이 접근한 별은 캅테인의 별로 현재 약 3광년 떨어져 있으며 7광년 안쪽으로 들어온 시기는 지금으로부터 약 12,500년 전이다. 나머지 두 별은 시리우스와 로스 614이다. 이 셋 중 엡실론 주변의 별주위 원반 구조에 영향을 준 천체는 없었던 것으로 추측된다.
엡실론은 10만 5천 년 전 지구에 약 7광년까지 접근했었다. 엡실론으로부터 가까운 별들의 근접 시기를 시뮬레이션한 결과에 따르면 쌍성계 루이텐 726-8(변광성 고래자리 UV가 이 계의 구성원이다.)이 3만 1,500년 후 0.9광년까지 접근할 것이다. 두 별은 약 4,600년 동안 1광년보다 가깝게 붙어 있을 것이다. 만약 엡실론에 오르트 구름이 있다면 루이텐 726-8 계는 엡실론의 일부 장주기 혜성 궤도를 중력으로 흔들어 놓을 수 있다.

## 행성계
| 동반 천체 (항성에서 가까운 순서) | 질량           | 평균 궤도반지름 (AU) | 공전주기 (일) | 이심률     | 궤도경사각 | 반지름 |
| -------------------------------- | -------------- | -------------------- | ------------- | ---------- | ---------- | ------ |
| 소행성대                         | 3 AU           | 3 AU                 | 3 AU          | 3 AU       | —          | —      |
| b (미확정)                       | 1.55 ± 0.24 MJ | 3.38–3.50            | 2,502–2,630   | 0.25–0.702 | —          | —      |
| 소행성대                         | 20 AU          | 20 AU                | 20 AU         | 20 AU      | —          | —      |
| c (미확정)                       | 0.1 MJ         | 40?                  | 102,270       | 0.3        | —          | —      |
| 먼지 원반                        | 35–100 AU      | 35–100 AU            | 35–100 AU     | 35–100 AU  | —          | —      |

### 먼지 원반
제임스 클라크 맥스웰 망원경으로 엡실론을 850 마이크로미터 파장에서 관측한 결과 별주위 시반경 35초각 크기의 구조에서 초과 복사속(輻射束)이 검출되었다. 방출량이 최고조인 곳은 시반경 18초각 지점으로 중심별로부터 약 60 천문단위 거리이다. 별로부터 35~75 천문단위 범위에 걸쳐 매우 높은 수준의 에너지 방출이 관측되었으며 30 천문단위 안쪽으로는 급격하게 그 양이 줄어들었다. 이 방출현상은 먼지로 이루어진 원반구조 또는 '젊은 카이퍼 벨트'가 엡실론 주위에 있는 것으로 해석할 수 있다. 지구에서 볼 때 이 띠 구조는 시선방향에서 약 25도 기울어져 보인다.
먼지 원반에 있는 먼지 또는 물의 얼음은 항성풍이 별 가까이로 이들을 잡아당기는 과정 또는 항성 복사작용이 먼지 낱알들을 천천히 나선형으로 중심별로 당겨오는 작용(폰팅-로버트슨 효과)을 통해 별 가까이로 끌려간다. 이와 동시에 끌려가는 먼지는 서로 부딪치면서 부서지기도 한다. 이런 과정을 거쳐 원반 안에 있는 먼지가 전부 깨끗하게 사라지는 데 걸리는 시간은 현 엡실론의 나이보다 짧을 것으로 예측된다. 여기에서 현재 먼지원반은 충돌 또는 더 큰 어미천체들의 상호작용으로 만들어졌으리라 추측되며 현 원반 상태로 볼 때 엡실론 계는 행성이 형성되는 막바지 단계에 이른 것으로 보인다. 먼지원반 구조가 생겨난 후 계속 현재의 상태를 유지하려면 대충 지구 11개 정도 질량의 어미천체가 서로 충돌해야 한다는 계산이 나왔다.
먼지 원반에는 대략 달질량 6분의 1 정도의 먼지가 섞여 있는데 이들 입자 크기는 3.5 마이크로미터 정도이며 온도는 약 55 켈빈이다. 이 먼지입자는 10~30 킬로미터 크기에 총질량이 지구의 5~9배에 이르는 혜성 무리가 서로 충돌하여 만들어졌다. 이는 우리 태양계에 있던 원시 카이퍼벨트 총질량(지구의 10배 정도)과 비슷한 값이다. 그러나 엡실론별 주위에 있는 일산화 탄소의 양은 2.2 × 1017 kg 미만이다. 이로부터 엡실론별 주위에는 태양계 카이퍼 벨트보다 휘발성 물질을 머금은 혜성이나 얼음물질로 이루어진 미행성이 적음을 추측할 수 있다.
먼지 원반에 있는 '덩어리 구조'는 행성 하나(에리다누스자리 엡실론 b)가 중력으로 섭동을 일으켰기 때문일 것이다. 이 먼지원반 내 덩어리는 가상 행성 궤도와 정수비의 궤도공명을 일으키는 장소에 생겨난다. 예를 들면 행성이 별을 세 바퀴 돌 때 그 바깥쪽 먼지원반이 두 번 돌면 이를 3:2 궤도공명 상태에 있다고 표현한다. 컴퓨터 시뮬레이션에 따르면 현 먼지원반 모양은 행성과 원반이 5:3, 3:2 공명비를 보이고, 행성의 궤도이심률이 0.3 정도일 경우 만들어질 수 있다고 한다. 하지만 원반의 덩어리 구조는 명왕성족과 같은 왜소행성끼리 부딪혀 만들어진 결과일 수도 있다.

### 소행성대와 황도먼지띠
천문학자들의 연구에 따르면 에리다누스자리 엡실론 계에는 소행성대 둘과 황도먼지띠 하나가 있다. 이 중 후자는 태양계의 황도광과 거의 비슷한 구조이다.
2008년 NASA 소속 칼 스테펠펠트는 스피처 우주 망원경의 적외선 카메라와 분광계를 이용하여 엡실론을 관측한 결과 소행성대가 2개 있음을 알아냈다. 소행성대 둘 중 항성에 가까운 쪽은 공전궤도 반지름이 약 3.00 ± 0.75 AU로 태양계 소행성대와 거의 같은 거리에 있다. 이 소행성대에는 규소로 이루어진 먼지입자가 있는데 알갱이의 평균 크기는 3 마이크로미터에 총질량은 대략 1018 kg이다. 행성 b의 존재를 가정할 경우 이 소행성대는 행성의 중력 섭동 때문에 b 궤도 바깥으로부터 물질을 공급받을 수 없을 것이다. 따라서 소행성대 내 먼지는 소행성들이 쪼개지거나 서로 충돌하여 만들어진 것으로 보인다. 바깥쪽 소행성대는 안쪽 소행성대와 바깥쪽 먼지 원반 사이에 있으며 거리는 항성으로부터 약 20 AU이다. 이 띠는 안쪽 소행성대보다 밀도가 높다. 적어도 행성 두 개가 이들 소행성대 구조를 유지시키고 있는 것으로 보인다.
엡실론의 황도먼지띠는 에리다누스자리 엡실론 b 안쪽에 있으며 예상 총질량은 지구의 1천 분의 1 수준이다. 이 먼지띠를 이루는 물질은 별로부터 약 55~90 천문단위 먼지원반 지역에서 생겨났으며 이후 행성 b 궤도를 통과하여 항성 근처로 다가왔다. 현재 관측되는 별 주위 적외선 스펙트럼 및 밝기로 미루어 보아 먼지 입자끼리 충돌하여 지금의 띠 구조를 만들었다. 입자가 태어났던 곳은 얼음의 승화가 일어나지 않는 곳(항성으로부터 10 천문단위 바깥으로 온도가 100 켈빈보다 낮다.)이었고 먼지는 얼음과 규산염이 적당히 섞여 있는 상태였으나 항성으로 접근하면서 휘발성 물질은 날아가고 규산염만이 남게 되었다.

### 2.5 천문단위 안쪽
MMT 망원경의 한계성능에 가까운 거리인 항성으로부터 2.5 천문단위 이내 영역은 먼지가 없고 맑게 개어 있는 것으로 보인다. 항성풍이 이 부분에 있는 먼지입자를 쓸어 날렸을 가능성이 크나 행성 때문에 먼지가 없어졌을 수도 있다. 다만 엡실론에 더 가까운 곳에 소행성대가 존재할 가능성이 없는 것은 아니다. 그러나 그 총질량은 태양계 소행성대보다는 작을 것이다.

### 행성 존재 가능성

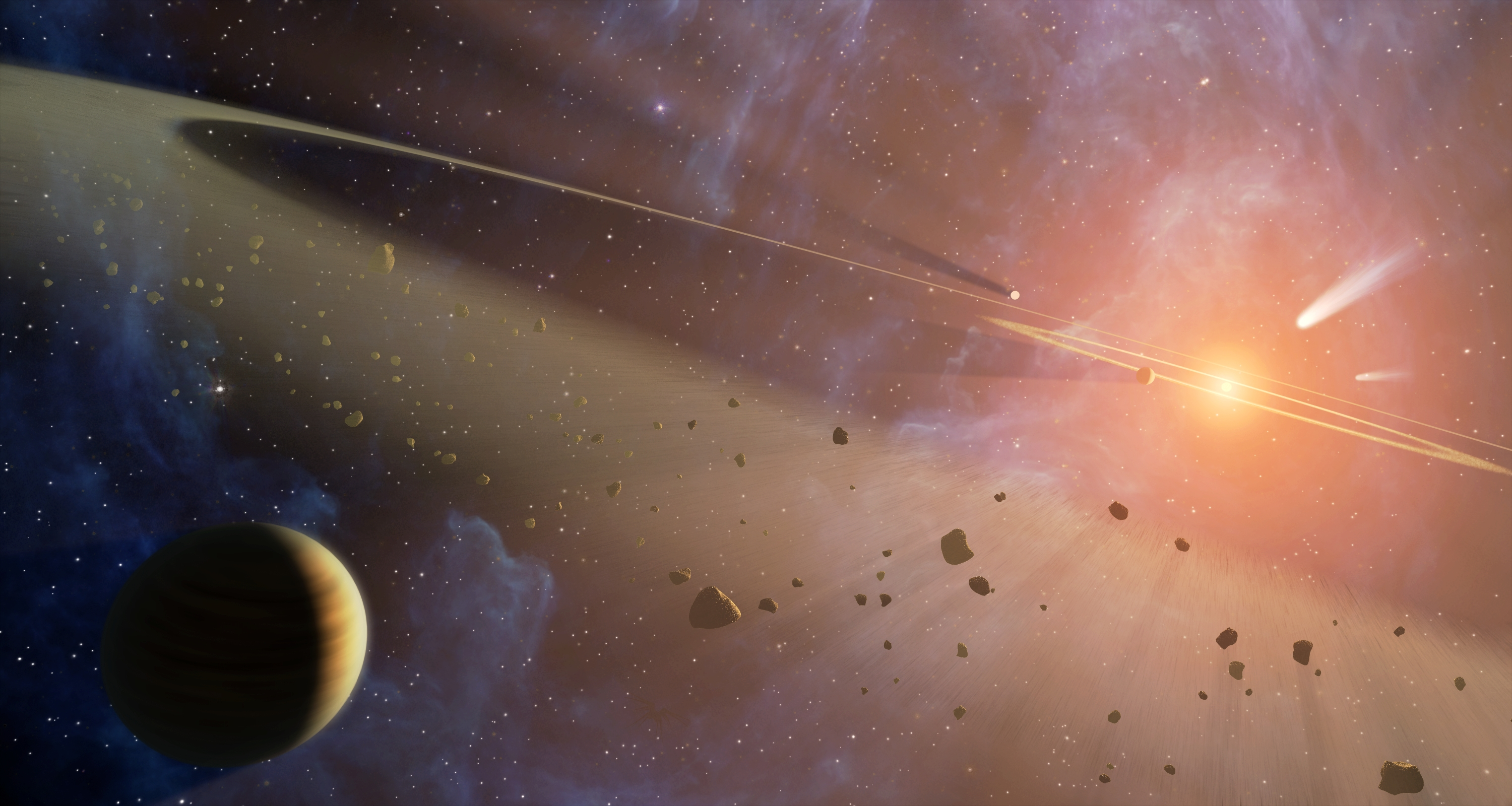
에리다누스자리 엡실론을 돌고 있는 행성 둘과 소행성대 둘. 천체 예술가의 상상화.

태양 비슷한 별들 중 엡실론은 지구에서 매우 가깝기 때문에 외계행성을 거느리는 유력 후보로 많은 관측이 이루어져 왔다. 그러나 채층 활동이 활발하여 항성 활동과 행성의 중력적 작용을 구별하기 까다로워서 시선속도법으로 행성을 찾기 어려웠다. 직접 사진을 찍어 행성을 찾아내려는 시도도 성공적이지 못했다.
적외선 관측 결과 항성으로부터 500 천문단위 이내에 목성 질량보다 세 배 이상 무거운 천체는 없는 것으로 드러났다. 항성으로부터 80 천문단위 넘게 떨어져 있으면서 목성과 질량이 비슷한 천체라면 스피처 우주 망원경으로 발견할 수 있으나 해당 범위에서 행성은 발견되지 않았다. 먼지원반 안쪽 경계인 30~35 천문단위 범위에서 목성질량의 1.5배 이상 나가는 천체는 없었다.

#### 행성 b
에리다누스자리 엡실론 b는 2000년에 발견 사실이 공식 발표되었으나 정말로 존재하는지에 대해서는 논란이 있다. 2008년 정밀한 연구결과 기존 자료로는 행성의 존재를 확정할 수 없다는 결론이 나왔다. 그러나 많은 천문학자들은 2000년 증거가 충분히 설득력 있으며 b의 존재는 검증되었다고 믿고 있다. 라 실라 천문대 탐사프로그램에서 b의 발견사실을 확고히 검증해 내지 못했기 때문에 2013년 기준으로 b의 존재 여부는 아직 확정되지 않았다.

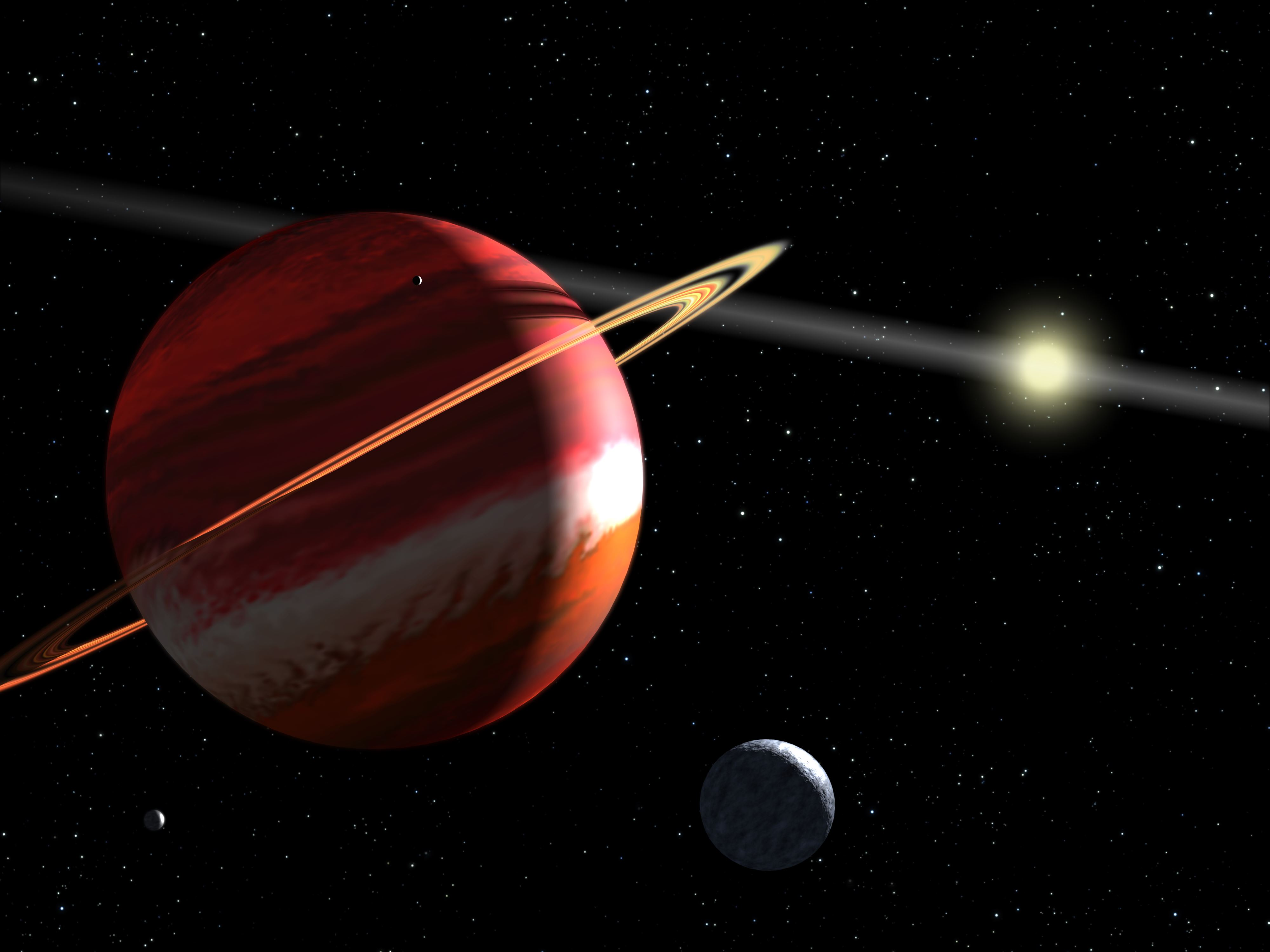
항성 주위 먼지가 맑게 갠 지역을 돌고 있는 에리다누스자리 엡실론 b. 그 옆에 혹시 있을지도 모르는 b의 위성이 보인다. 천체 예술가의 상상화.

공식 발표된 논문들은 행성의 기본 매개변수부터 정확한 값을 구하지 못하고 있다. 예를 들어 공전주기는 6.85년에서 7.2년까지 다양하다. 행성의 평균 공전궤도 반지름 값도 3.38 ~ 3.50 천문단위까지 유동적이며 궤도이심률은 0.25 ± 0.23에서 0.702 ± 0.039까지 다르게 나온다.
b의 정확한 질량은 아직 밝혀지지 않았으나 행성의 중력이 어머니 항성에 미치는 변위 효과(displacement effect)를 이용하여 추정할 수 있다. 값을 구하는 공식은 m sin i으로 m은 행성의 질량, i는 궤도경사각이다. m sin i 의 값은 목성질량의 0.6 ~ 1.06배 사이로 나오며 이로부터 행성 질량의 최솟값이 결정된다.(사인 함수의 최댓값이 1이기 때문이다.) 목성질량 0.78배에 궤도경사각 30도를 대입하면 가장 많이 인용되는 질량값인 목성질량 1.55 ± 0.24배가 나온다.
이 행성의 모든 매개 변수 중에서도 공전궤도 이심률은 가장 불확실한 요소이다. 항성으로부터 3 천문단위 거리에 소행성대가 있는 것으로 보이는데 이 경우 행성 b의 이심률 0.7(가장 유력한 수치임)과 서로 충돌한다. 만약 실제 이심률이 이렇게 높다면 b는 소행성대를 가로질러서 공전궤도를 그릴 것이고 이 경우 대략 1만 년 내로 소행성대는 깨끗이 지워질 것이기 때문이다. 만약 소행성대의 나이가 1만 년보다 길다면 이는 b의 궤도 이심률이 약 0.1 ~ 0.15로 원에 가깝다는 뜻이다. 다만 안쪽 소행성대에 있는 먼지가 소행성대 구성원끼리의 충돌로 생긴 것이 아니라 엡실론 계 바깥쪽에서 이동해 온 것이라고 가정한다면 이심률과 현재 원반 상태 사이에 모순은 없어진다.

#### 행성 c

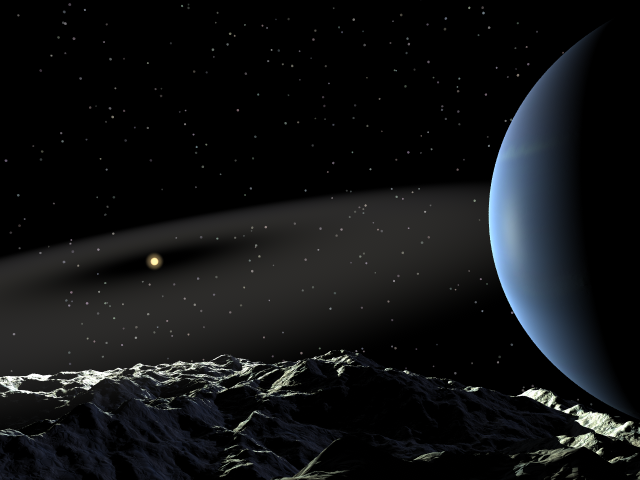
가상의 위성에서 미확인 행성 엡실론 c를 바라본 모습. 어머니 항성 엡실론별은 그림 왼쪽 저 멀리 보이며 별 주변에는 먼지 입자들로 이루어진 희미한 원반이 둘리어 있다.

먼지원반을 컴퓨터 시뮬레이션으로 돌린 결과 원반 모양은 두 번째 행성이 존재해야 유지될 수 있다는 결론이 나왔고, 이 가상행성은 잠정적으로 '에리다누스자리 엡실론 c' 이름이 붙었다. 관측되는 원반 내 덩어리 구조는 먼지입자가 타원궤도를 도는 행성과 궤도 공명을 일으키는 위치에 묶여 있어야 생길 수 있다. 만약 가상행성 c가 있다면 어머니 별로부터 약 40 천문단위 떨어져 있고 궤도이심률은 0.3에 공전 주기는 280년일 것이다. 또한 천문학자들은 원반 안쪽 먼지가 없는 영역에 세 번째 행성이 있을 것이라고 예측하고 있다. 현재의 행성형성 모형으로는 c 정도 멀리 떨어진 곳에서 행성이 만들어지는 과정을 쉽게 설명하지 못한다. 먼지 원반은 가스 행성이 만들어지기 훨씬 전에 흩어졌을 것이기 때문이다. 다만 c는 처음에 약 10 천문단위 거리에서 태어난 뒤 원반이나 다른 행성과의 중력적 상호작용으로 바깥쪽으로 위치를 옮긴 것일 수도 있다.

#### 생명체 생존가능 여부
에리다누스자리 엡실론별은 지구 비슷한 행성이 태어나기 좋은 환경인데다 지구에서 상대적으로 가깝기 때문에 행성탐사 목적지로 주목받아 왔으며, 과학 소설의 우주탐사 배경으로도 등장해 왔다. 초기 탐사계획이 세워졌다가 의회가 취소시킨 지구형 행성 탐사기 계획에는 목적지에서 빠졌으나 지구 크기 행성을 탐사하기 위해 NASA가 제안한 우주 간섭계 미션에는 포함되었다. 가까운 거리, 태양 비슷한 물리적 속성, 있을 가능성이 큰 지구형 행성 등 여러 조건을 볼 때 이 별은 항성간 여행이 현실로 이루어져서 목적지를 선정할 경우 후보지로 자주 언급될 것이다.
엡실론별에서 나오는 항성 플럭스가 태양 상수(지구가 태양으로부터 받는 에너지의 양)와 일치하는 지역은 별로부터 약 0.61 천문단위 거리이다. 이로부터 엡실론 주위 지구 비슷한 환경이 조성될 수 있는 범위를 계산하면 0.5 ~ 1 천문단위 범위이다. 엡실론은 약 200억 년 후 순수 광도가 올라가면서 거주가능 영역이 0.6~1.4 천문단위로 별로부터 멀어질 것이다.
다만 엡실론별의 생명체 거주가능지역 안을 가스행성이 크게 찌그러진 궤도를 그리면서 돌고 있다면 이 안에 지구 비슷한 작은 행성이 별을 안정적으로 돌고 있을 확률은 줄어든다.
엡실론처럼 젊은 별은 생명체에 해로운 자외선을 많이 방출한다. 다만 젊은 지구가 탄생 초기 태양으로부터 받았던 자외선 플럭스의 양과 비슷한 에너지를 받으려면 엡실론으로부터 0.5 천문단위 안쪽으로 들어가야 한다. 따라서 엡실론의 생물권에 지구 비슷한 행성이 있더라도 그 행성이 받는 자외선의 양은 과거 젊은 지구보다 적을 것이다.
엡실론에서 바라본 태양은 뱀자리에서 2.4 등급으로 빛날 것이다.

## 거리
| 논문 저자                          | 시차(밀리초각) | 거리(파섹)        | 거리(광년)       | 거리(페타미터)  | 출처    |
| ---------------------------------- | -------------- | ----------------- | ---------------- | --------------- | ------- |
| Woolley et al. (1970)              | 302±3          | 3.31±0.03         | 10.8±0.11        | 102.2±1         | [ 120 ] |
| Gliese & Jahreiß (1991)            | 305.6±2.6      | 3.272±0.028       | 10.67±0.09       | 101±0.9         | [ 121 ] |
| van Altena et al. (1995)           | 304.9±2.2      | 3.28+0.024 −0.023 | 10.7±0.08        | 101.2±0.7       | [ 122 ] |
| Perryman et al. (1997) (Hipparcos) | 310.75±0.85    | 3.218±0.009       | 10.496±0.029     | 99.3±0.27       | [ 123 ] |
| Perryman et al. (1997) (Tycho)     | 322.6±8.6      | 3.1±0.08          | 10.11+0.28 −0.26 | 95.7+2.6 −2.5   | [ 123 ] |
| Benedict et al. (2006) (Section 6) | 311.37±0.1     | 3.2116±0.001      | 10.475±0.003     | 99.1±0.03       | [ 5 ]   |
| Benedict et al. (2006) (Table 10)  | 311.37±0.11    | 3.2116±0.0011     | 10.475±0.004     | 99.1+0.04 −0.03 | [ 5 ]   |
| van Leeuwen (2007)                 | 310.94±0.16    | 3.2161±0.0017     | 10.489±0.005     | 99.24±0.05      | [ 2 ]   |
| RECONS TOP100 (2012)               | 311.22±0.09    | 3.2132±0.0009     | 10.4799±0.003    | 99.148±0.029    | [ 124 ] |

삼각법을 이용하지 않은 논문 집필진은 기울임체, 가장 정확한 예측치는 굵은글씨로 표시하였다.

## 같이 보기
- 가까운 항성 목록

### 내용주
1. 1 2  엡실론에서 태양은 현 천구상 엡실론별 위치와 정확히 반대 위치인 천구좌표 RA=15h 32m 55.84496s, Dec=09° 27′ 29.7312″ 위치에서 보일 것이며 이는 뱀자리 알파 근처이다. 태양의 절대등급은 4.83으로[a] 엡실론과 태양 거리인 10.5 광년(3.212 파섹)에서 보일 태양의 겉보기 밝기는 다음과 같다.
{\displaystyle {\begin{smallmatrix}m=M_{v}+5\cdot \log _{10}(3.212/10)+A_{V}=2.36\end{smallmatrix}}}.[b] 지구로부터 가깝기 때문에 소광 현상(AV)은 무시한다.

Ref.:
  1. Binney, James; Merrifield, Michael (1998), 《Galactic Astronomy》, Princeton University Press, 56쪽, ISBN 0691025657
  2. Karttunen, Hannu;  외. (2013), 《Fundamental Astronomy》, Springer Science & Business Media, 103쪽, ISBN 3662032155
2. ↑  경도 β에서의 자전주기 Pβ는 다음과 같다.
Pβ = Peq/(1 − k sin β)
여기에서 Peq는 적도에서의 자전주기, k는 차동회전 매개변수이다. 이 매개변수의 값은 아래 범위에 있다.
0.03 ≤ k ≤ 0.10[13]
3. ↑  고유운동 총합 μ는 다음과 같이 계산 가능하다.
μ2 = (μα cos δ)2 + μδ2
여기에서 μα는 적경방향 고유운동, μδ는 적위방향 고유운동, δ는 적위이다.[92] 이 공식에 수치를 대입한 결과는 다음과 같다.
μ2 = (−975.17 · cos(−9.458°))2 + 19.492 = 925658.1 또는 μ = 962.11
4. ↑  van Altena et al. (1995), Benedict et al. (2006), van Leeuwen (2007) 세 논문의 시차를 가중치 적용하여 나온 값.

### 참조주
1. 1 2  “V* eps Eri – variable of BY Dra type”, 《SIMBAD》 (Centre de Données astronomiques de Strasbourg), 2010년 11월 5일에 확인함.
2. 1 2 3 4 5  van Leeuwen, Floor (November 2007), “Validation of the new Hipparcos reduction”, 《Astronomy and Astrophysics》 474 (2): 653–664, arXiv:0708.1752v1, Bibcode:2007A&A...474..653V, doi:10.1051/0004-6361:20078357. 주석: VizieR catalogue I/311 을 참고할 것.
3. 1 2 3  Cousins, A. W. J. (1984), “Standardization of Broadband Photometry of Equatorial Standards”, 《South African Astronomical Observatory Circulars》 8: 59, Bibcode:1984SAAOC...8...59C.
4. 1 2 3  Staff (2007년 6월 8일), 《The one hundred nearest star systems》, Research Consortium On Nearby Stars, 2007년 11월 29일에 확인함
5. 1 2 3 4 5 6 7 8  Benedict, G. Fritz;  외. (November 2006), “The extrasolar planet e Eridani b – orbit and mass”, 《The Astronomical Journal》 132 (5): 2206–2218, arXiv:astro-ph/0610247, Bibcode:2006AJ....132.2206B, doi:10.1086/508323.
6. 1 2  Saumon, D.;  외. (April 1996), “A theory of extrasolar giant planets”, 《The Astrophysical Journal》 460: 993, arXiv:astro-ph/9510046, Bibcode:1996ApJ...460..993S, doi:10.1086/177027. See Table A1, p. 21.
7. 1 2  Janson, Markus;  외. (February 2015), “High-contrast imaging with Spitzer: deep observations of Vega, Fomalhaut, and ε Eridani”, 《Astronomy & Astrophysics》 574: 10, arXiv:1412.4816, Bibcode:2015A&A...574A.120J, doi:10.1051/0004-6361/201424944, A120
8. ↑  Gray, R. O.;  외. (July 2006), “Contributions to the Nearby Stars (NStars) Project: spectroscopy of stars earlier than M0 within 40 pc-The Southern Sample”, 《The Astronomical Journal》 132 (1): 161–170, arXiv:astro-ph/0603770, Bibcode:2006AJ....132..161G, doi:10.1086/504637.
9. 1 2 3  Gonzalez, G.; Carlson, M. K.; Tobin, R. W. (April 2010), “Parent stars of extrasolar planets – X. Lithium abundances and v sini revisited”, 《Monthly Notices of the Royal Astronomical Society》 403 (3): 1368–1380, arXiv:0912.1621, Bibcode:2010MNRAS.403.1368G, doi:10.1111/j.1365-2966.2009.16195.x. See table 3.
10. 1 2  Baines, Ellyn K.; Armstrong, J. Thomas (2011), “Confirming Fundamental Parameters of the Exoplanet Host Star epsilon Eridani Using the Navy Optical Interferometer”, 《The Astrophysical Journal》 748: 72, arXiv:1112.0447, Bibcode:2012ApJ...748...72B, doi:10.1088/0004-637X/748/1/72
11. 1 2  Kovtyukh, V. V.;  외. (December 2003), “High precision effective temperatures for 181 F-K dwarfs from line-depth ratios”, 《Astronomy and Astrophysics》 411 (3): 559–564, arXiv:astro-ph/0308429, Bibcode:2003A&A...411..559K, doi:10.1051/0004-6361:20031378.
12. 1 2  Santos, N. C.; Israelian, G.; Mayor, M. (March 2004), “Spectroscopic "Fe/H" for 98 extra-solar planet-host stars: Exploring the probability of planet formation”, 《Astronomy and Astrophysics》 415 (3): 1153–1166, arXiv:astro-ph/0311541, Bibcode:2004A&A...415.1153S, doi:10.1051/0004-6361:20034469.—the percentage of iron is given by {\displaystyle {\begin{smallmatrix}10^{-0.13}=0.74\end{smallmatrix}}}, or 74%
13. 1 2 3  Fröhlich, H.-E. (December 2007), “The differential rotation of Epsilon Eri from MOST data”, 《Astronomische Nachrichten》 328 (10): 1037–1039, arXiv:0711.0806, Bibcode:2007AN....328.1037F, doi:10.1002/asna.200710876.
14. 1 2 3  《Final Results of NameExoWorlds Public Vote Released》, International Astronomical Union, 2015년 12월 15일, 2017년 12월 2일에 원본 문서에서 보존된 문서, 2017년 3월 27일에 확인함.
15. ↑  Di Folco, E.;  외. (November 2004), “VLTI near-IR interferometric observations of Vega-like stars. Radius and age of α PsA, β Leo, β Pic, ε Eri and τ Cet”, 《Astronomy and Astrophysics》 426 (2): 601–617, Bibcode:2004A&A...426..601D, doi:10.1051/0004-6361:20047189.
16. 1 2 3 4  Hatzes, Artie P.;  외. (December 2000), “Evidence for a long-period planet orbiting ε Eridani”, 《The Astrophysical Journal》 544 (2): L145–L148, arXiv:astro-ph/0009423, Bibcode:2000ApJ...544L.145H, doi:10.1086/317319.
17. ↑  Schneider, Jean, “Star: Eps Eridani”, 《Extrasolar Planets Encyclopaedia》 (Paris Observatory), 2010년 7월 4일에 확인함.
18. 1 2  Buccino, A. P.; Mauas, P. J. D.; Lemarchand, G. A. (June 2003),  R. Norris and F. Stootman, 편집., “UV Radiation in Different Stellar Systems”, 《Bioastronomy 2002: Life Among the Stars, Proceedings of IAU Symposium #213》 (San Francisco: Astronomical Society of the Pacific) 213, 97쪽, Bibcode:2004IAUS..213...97B.
19. ↑  Aguilar, David A.; Pulliam, Christine (2008년 10월 27일), 《Solar System's young twin has two asteroid belts》, Harvard-Smithsonian Center for Astrophysics, 2008년 11월 10일에 확인함.
20. 1 2 3 4 5  Backman, D.;  외. (2008), “Epsilon Eridani's planetary debris disk: structure and dynamics based on Spitzer and CSO observations”, 《The Astrophysical Journal》 690 (2): 1522–1538, arXiv:0810.4564, Bibcode:2009ApJ...690.1522B, doi:10.1088/0004-637X/690/2/1522.
21. 1 2  Potemine, Igor Yu. (2010년 4월 12일). “Transit of Luyten 726-8 within 1 ly from Epsilon Eridani”. arXiv:1004.1557 [astro-ph.SR].
22. ↑  Villard, Ray (December 2007), “Does life exist on this exoplanet?”, 《Astronomy》 35 (12): 44–47, Bibcode:2007Ast....35l..44V.
23. 1 2  Boyle, Alan (2009), “The case for Pluto: how a little planet made a big difference”, 《The Case for Pluto: How a Little Planet Made a Big Difference by Alan Boyle. Wiley》 (Hoboken, New Jersey: John Wiley and Sons): 191, Bibcode:2009cphl.book.....B, ISBN 0-470-50544-3.
24. ↑  《NameExoWorlds: An IAU Worldwide Contest to Name Exoplanets and their Host Stars》, International Astronomical Union, 2014년 7월 9일, 2018년 7월 23일에 원본 문서에서 보존된 문서, 2015년 9월 5일에 확인함.
25. ↑  “The Exoworlds”, 《NameExoWorlds》 (International Astronomical Union), 2016년 12월 31일에 원본 문서에서 보존된 문서, 2015년 9월 5일에 확인함.
26. ↑  “NameExoWorlds The Approved Names”. 2018년 2월 1일에 원본 문서에서 보존된 문서. 2017년 3월 27일에 확인함.
27. ↑  “IAU Working Group on Star Names (WGSN)”. 2016년 6월 10일에 원본 문서에서 보존된 문서. 2016년 5월 22일에 확인함.
28. ↑  “Bulletin of the IAU Working Group on Star Names, No. 1” (PDF). 207년 3월 27일에 확인함.
29. ↑  《IAU Catalog of Star Names》, 2017년 3월 27일에 확인함
30. 1 2 3 4  비브코드: 1843MmRAS..13....1B (Epsilon Eridani: for Ptolemy's catalogue see page 60,  for Ulugh Beg's – page 109, for Tycho Brahe's – page 156, for Hevelius' – page 209).
31. 1 2  The star catalogues of Ptolemaios and Ulugh Beg: Machine-readable versions and comparison with the modern Hipparcos Catalogue⋆ F. Verbunt and R. H. van Gent, Volume 544, August 2012
32. ↑  djvu 보관됨 2016-03-04 - 웨이백 머신 (Epsilon Eridani: 135쪽).
33. ↑  Three editions of the star catalogue of Tycho Brahe. Machine-readable versions and comparison with the modern Hipparcos Catalogue, Verbunt, F.; van Gent, R. H. Astronomy and Astrophysics, Volume 516, id.A28, 24 pp.
34. ↑  Swerdlow, N. M. (August 1986), “A star catalogue used by Johannes Bayer”, 《Journal for the History of Astronomy》 17 (50): 189–197, Bibcode:1986JHA....17..189S. See p. 192.
35. ↑  Hoffleit, D.; Warren Jr., W. H. (1991), 《Bright star catalogue》 5판, Yale University Observatory, 2010년 7월 5일에 확인함.
36. 1 2  Bayer, Johann (1603). Uranometria: omnium asterismorum continens schemata, nova methodo delineata, aereis laminis expressa 보관됨 2018-07-24 - 웨이백 머신. Uranometria in Linda Hall Library. Table 보관됨 2015-09-22 - archive.today, Map 보관됨 2020-09-17 - 웨이백 머신
37. ↑  The star catalogue of Hevelius. Machine-readable version and comparison with the modern Hipparcos Catalogue,  Verbunt, F.; van Gent, R. H. (2010).Astronomy & Astrophysics 516: A29.
38. ↑  Fundamenta astronomiae pro anno MDCCLV deducta ex observationibus viri incomparabilis James Bradley in specula astronomica Grenovicensi per annos 1750-1762 institutis, Frid. Nicolovius. Bessel, Friedrich Wilhelm (1818).
39. 1 2  Lacaille, Nicolas Louis de. (1755). "Ephemerides des mouvemens celestes, pour dix années, depuis 1755 jusqu'en 1765, et pour le meridien de la ville de Paris". Paris. 구글 도서 ID: CGHtdxdcc5UC. (에리다누스자리 엡실론: "Introduction" LV쪽).
40. 1 2  Lacaille, Nicolas Louis de. (1757). "Astronomiæ fundamenta". Paris. 구글 도서 ID: -VQ_AAAAcAAJ (에리다누스자리 엡실론: 233쪽(catalogue), 96, 153—154, 189, 231쪽).
41. 1 2  On Lacaille's catalogue of 398 stars, Baily, Francis (1831). 에리다누스자리 엡실론: 110쪽
42. 1 2  Lalande, Joseph Jérôme Le Français de (1801). "Histoire Céleste Française". Paris, Imprimerie de la République. 구글 도서 ID: f9AMAAAAYAAJ. 에리다누스자리 엡실론: 246쪽, 248쪽, 307쪽.
43. 1 2  Baily, Francis; Lalande, Joseph Jérôme Le Français de (1847). "Catalogue of those stars in the Histoire Celeste Francaise of Jerome Delalande, for which tables of reduction to the epoch 1800 habe been published by Prof. Schumacher". London (1847). 구글 도서 ID: oc0-AAAAcAAJ. 에리다누스자리 엡실론: 165쪽.
44. ↑  Dictionary of Nomenclature of Celestial Objects. Lal entry, SIMBAD, Centre de données astronomiques de Strasbourg
45. ↑  Bode, Johann Elert (1801). "Algemaine Beschreibung u. Nachweisung der gestine nebst Verzeichniss der gerarden Aufsteigung u. Abweichung von 17240 Sternen Doppelsternen Nobelflocken u. Sternhaufen". Berlin: Beym Verfasser. 구글 도서 ID: NUlRAAAAcAAJ, 에리다누스자리 엡실론: 71쪽.
46. ↑  Piazzi, Giuseppe. (1814). "Praecipuaram stellarum inerranthium positiones mediae ineunte saeculo 19. EX observationibus habilis in specula panormitana AB anno 1792 AD annum 1813". Palermo: Tip. Militare. 구글 도서 ID: c40RAAAAYAAJ, 에리다누스자리 엡실론: 22쪽.
47. ↑  Cannon, Annie J.; Pickering, Edward C. (1918), “The Henry Draper catalogue 0h, 1h, 2h, and 3h”, 《Annals of Harvard College Observatory》 91: 1–290, Bibcode:1918AnHar..91....1C.—see p. 236
48. 1 2  Gill, David; Elkin, W. L. (1884), 《Heliometer determinations of stellar parallaxes in the southern hemisphere》, London, U.K.: The Royal Astronomical Society, 174–180쪽.
49. ↑  Belkora, Leila (2002), 《Minding the heavens: the story of our discovery of the Milky Way》, London, U.K.: CRC Press, 151쪽, ISBN 0-7503-0730-7.
50. ↑  Gill, David (1893), 《Heliometer observations for determination of stellar parallax》, London: Eyre and Spottiswoode, xvi쪽.
51. ↑  Gill, David (1884), “The fixed stars”, 《Nature》 30 (763): 156–159, Bibcode:1884Natur..30..156., doi:10.1038/030156a0.
52. ↑  Adams, W. S.; Joy, A. H. (1917), “The luminosities and parallaxes of five hundred stars”, 《The Astrophysical Journal》 46: 313–339, Bibcode:1917ApJ....46..313A, doi:10.1086/142369.
53. ↑  van de Kamp, P. (April 1974), “Parallax and orbital motion of Epsilon Eridani”, 《The Astronomical Journal》 79: 491–492, Bibcode:1974AJ.....79..491V, doi:10.1086/111571.
54. ↑  Heintz, W. D. (March 1992), “Photographic astrometry of binary and proper-motion stars. VII”, 《The Astronomical Journal》 105 (3): 1188–1195, Bibcode:1993AJ....105.1188H, doi:10.1086/116503. 1192쪽 BD -9°697에 대한 주석 참고.
55. ↑  Neugebauer, G.;  외. (March 1984), “The Infrared Astronomical Satellite (IRAS) mission”, 《The Astrophysical Journal》 278: L1–L6, Bibcode:1984ApJ...278L...1N, doi:10.1086/184209.
56. ↑  Aumann, H. H. (October 1985), “IRAS observations of matter around nearby stars”, 《Publications of the Astronomical Society of the Pacific》 97: 885–891, Bibcode:1985PASP...97..885A, doi:10.1086/131620.
57. 1 2  Greaves, J. S.;  외. (October 1998), “A dust ring around Epsilon Eridani: analog to the young Solar System”, 《The Astrophysical Journal》 506 (2): L133–L137, arXiv:astro-ph/9808224, Bibcode:1998ApJ...506L.133G, doi:10.1086/311652.
58. 1 2  Marcy, Geoffrey W.;  외. (August 7–11, 2000),  A. Penny, 편집., “Planetary Messages in the Doppler Residuals (Invited Review)”, 《Planetary Systems in the Universe, Proceedings of IAU Symposium #202》 (Manchester, United Kingdom) 202, 20–28쪽, Bibcode:2004IAUS..202...20M.
59. 1 2  Janson, Markus;  외. (June 2007), “NACO-SDI Direct Imaging Search for the Exoplanet ε Eri b”, 《The Astronomical Journal》 133 (6): 2442–2456, arXiv:astro-ph/0703300, Bibcode:2007AJ....133.2442J, doi:10.1086/516632.
60. 1 2 3  Quillen, A. C.; Thorndike, Stephen (October 2002), “Structure in the ε Eridani dusty disk caused by mean motion resonances with a 0.3 eccentricity planet at periastron”, 《The Astrophysical Journal》 578 (2): L149–L142, arXiv:astro-ph/0208279, Bibcode:2002ApJ...578L.149Q, doi:10.1086/344708.
61. 1 2  Gugliucci, Nicole (2010년 5월 24일), “Frank Drake returns to search for extraterrestrial life”, 《Discovery News》 (Discovery Communications, LLC), 2012년 2월 3일에 원본 문서에서 보존된 문서, 2010년 7월 5일에 확인함.
62. ↑  Heidmann, Jean; Dunlop, Storm (1995), 《Extraterrestrial intelligence》, Cambridge, U.K.: Cambridge University Press, 113쪽, ISBN 0-521-58563-5.
63. ↑  Marschall, Laurence A.; Maran, Stephen P. (2009), 《Pluto confidential: an insider account of the ongoing battles over the status of Pluto》, BenBella Books, 171쪽, ISBN 1-933771-80-1.
64. ↑  Dole, Stephen H. (1964), 《Habitable planets for man》 1판, New York, N.Y.: Blaisdell Publishing Company, 110 & 113쪽, ISBN 0-444-00092-5, 2008년 7월 22일에 확인함.
65. ↑  Forbes, M. A.; Westpfahl, D. J. (September 1988), “A test of McLaughlin's strategy for timing SETI experiments”, 《Bulletin of the American Astronomical Society》 20: 1043, Bibcode:1988BAAS...20.1043F.
66. 1 2  Forward, R. L. (May–June 1985), “Starwisp – an ultra-light interstellar probe”, 《Journal of Spacecraft and Rockets》 22 (3): 345–350, Bibcode:1985JSpRo..22..345F, doi:10.2514/3.25754.
67. 1 2  Martin, A. R. (February 1976), “Project Daedalus – The ranking of nearby stellar systems for exploration”, 《Journal of the British Interplanetary Society》 29: 94–100, Bibcode:1976JBIS...29...94M.
68. ↑  Long, K. F.; Obousy, R. K.; Hein, A. (2011년 1월 25일), “Project Icarus: Optimisation of nuclear fusion propulsion for interstellar missions”, 《Acta Astronautica》 68 (11–12): 1820, Bibcode:2011AcAau..68.1820L, doi:10.1016/j.actaastro.2011.01.010.
69. ↑  Duquennoy, A.;  외. (August 16–20, 1993), “The current state of target selection for NASA's high resolution microwave survey”, 《Progress in the Search for Extraterrestrial Life》, Astronomical Society of the Pacific Conference Series (Santa Cruz, California: Astronomical Society of the Pacific) 74: 207–218, Bibcode:1995ASPC...74..207H.
70. ↑  Whitehouse, David (2004년 3월 25일), 《Radio search for ET draws a blank》, BBC News, 2008년 7월 22일에 확인함.
71. ↑  Vieytes, Mariela C.; Mauas, Pablo J. D.; Díaz, Rodrigo F. (September 2009), “Chromospheric changes in K stars with activity”, 《Monthly Notices of the Royal Astronomical Society》 398 (3): 1495–1504, arXiv:0906.1760, Bibcode:2009MNRAS.398.1495V, doi:10.1111/j.1365-2966.2009.15207.x.
72. ↑  Campbell, William Wallace (1899), 《The elements of practical astronomy》, New York, N.Y.: The MacMillan Company, 109–110쪽.
73. ↑  Narisada, Kohei; Schreuder, Duco (2004), “Light pollution handbook”, 《Light pollution handbook》 (Dordrecht, The Netherlands: Springer) 322: 118–132, Bibcode:2004ASSL..322.....N, ISBN 1-4020-2665-X.
74. ↑  Demory, B.-O.;  외. (October 2009), “Mass-radius relation of low and very low-mass stars revisited with the VLTI”, 《Astronomy and Astrophysics》 505 (1): 205–215, arXiv:0906.0602, Bibcode:2009A&A...505..205D, doi:10.1051/0004-6361/200911976. See Table B.1
75. ↑  Garrison, R. F. (December 1993), “Anchor Points for the MK System of Spectral Classification”, 《Bulletin of the American Astronomical Society》 25: 1319, Bibcode:1993AAS...183.1710G, 2019년 6월 25일에 원본 문서에서 보존된 문서, 2012년 2월 4일에 확인함.
76. ↑  Karttunen, Hannu; Oja, H. (2007), 《Fundamental astronomy》 5판, Heidelberg, Germany: Springer, 209–213, 247–249쪽, ISBN 3-540-34143-9.
77. ↑  Rüedi, I.; Solanki, S. K.; Mathys, G.; Saar, S. H. (February 1997), “Magnetic field measurements on moderately active cool dwarfs”, 《Astronomy and Astrophysics》 318: 429–442, Bibcode:1997A&A...318..429R.
78. ↑  Wang, Y.-M.; Sheeley, N. R., Jr. (July 2003), “Modeling the Sun's Large-Scale Magnetic Field during the Maunder Minimum”, 《The Astrophysical Journal》 591 (2): 1248–1256, Bibcode:2003ApJ...591.1248W, doi:10.1086/375449.
79. ↑  Valenti, Jeff A.; Marcy, Geoffrey W.; Basri, Gibor (February 1995), “Infrared zeeman analysis of Epsilon Eridani”, 《The Astrophysical Journal, Part 1》 439 (2): 939–956, Bibcode:1995ApJ...439..939V, doi:10.1086/175231.
80. ↑  Buccino, A. P.; Mauas, P. J. D. (June 2008), “Mg II h+k emission lines as stellar activity indicators of main sequence F-K stars”, 《Astronomy and Astrophysics》 483 (3): 903–910, arXiv:0804.1101, Bibcode:2008A&A...483..903B, doi:10.1051/0004-6361:20078925.
81. 1 2  Gray, David F.; Baliunas, Sallie L. (March 1995), “Magnetic activity variations of Epsilon Eridani”, 《The Astrophysical Journal, Part 1》 441 (1): 436–442, Bibcode:1995ApJ...441..436G, doi:10.1086/175368.
82. ↑  “GCVS query=eps Eri”, 《General Catalog of Variable Stars》 (Sternberg Astronomical Institute, Moscow, Russia), 2009년 5월 20일에 확인함.
83. ↑  Frey, Gary J.;  외. (November 1991), “The rotation period of Epsilon Eri from photometry of its starspots”, 《The Astrophysical Journal》 102 (5): 1813–1815, Bibcode:1991AJ....102.1813F, doi:10.1086/116005.
84. ↑  Drake, Jeremy J.; Smith, Geoffrey (August 1993), “The fundamental parameters of the chromospherically active K2 dwarf Epsilon Eridani”, 《The Astrophysical Journal, Part 1》 412 (2): 797–809, Bibcode:1993ApJ...412..797D, doi:10.1086/172962.
85. 1 2 3 4 5 6  Janson, M.;  외. (September 2008), “A comprehensive examination of the ε Eridani system. Verification of a 4 micron narrow-band high-contrast imaging approach for planet searches”, 《Astronomy and Astrophysics》 488 (2): 771–780, arXiv:0807.0301, Bibcode:2008A&A...488..771J, doi:10.1051/0004-6361:200809984.
86. ↑  Rocha-Pinto, H. J.;  외. (June 2000), “Chemical enrichment and star formation in the Milky Way disk. I. Sample description and chromospheric age-metallicity relation”, 《Astronomy and Astrophysics》 358: 850–868, arXiv:astro-ph/0001382, Bibcode:2000A&A...358..850R.
87. ↑  Gai, Ning; Bi, Shao-Lan; Tang, Yan-Ke (October 2008), “Modeling ε Eri and asteroseismic tests of element diffusion”, 《Chinese Journal of Astronomy and Astrophysics》 8 (5): 591–602, arXiv:0806.1811, Bibcode:2008ChJAA...8..591G, doi:10.1088/1009-9271/8/5/10.
88. ↑  Johnson, H. M. (1981년 1월 1일), “An X-ray sampling of nearby stars”, 《Astrophysical Journal, Part 1》 243: 234–243, Bibcode:1981ApJ...243..234J, doi:10.1086/158589.
89. ↑  Schmitt, J. H. M. M.;  외. (February 1996), “The extreme-ultraviolet spectrum of the nearby K Dwarf ε Eridani”, 《Astrophysical Journal》 457: 882, Bibcode:1996ApJ...457..882S, doi:10.1086/176783.
90. 1 2  Ness, J.-U.; Jordan, C. (April 2008), “The corona and upper transition region of ε Eridani”, 《Monthly Notices of the Royal Astronomical Society》 385 (4): 1691–1708, arXiv:0711.3805, Bibcode:2008MNRAS.385.1691N, doi:10.1111/j.1365-2966.2007.12757.x.
91. ↑  Wood, Brian E.; Müller, Hans-Reinhard; Zank, Gary P.; Linsky, Jeffrey L. (July 2002), “Measured mass-loss rates of solar-like stars as a function of age and activity”, 《The Astrophysical Journal》 574 (1): 1–2, arXiv:astro-ph/0203437, Bibcode:2002ApJ...574..412W, doi:10.1086/340797. See p. 10.
92. ↑  Birney, D. Scott; González, Guillermo; Oesper, David (2006), 《Observational astronomy》 2판, Cambridge, U.K.: Cambridge University Press, 75쪽, ISBN 0-521-85370-2.
93. ↑  Evans, D. S. (June 20–24, 1966),  Batten, Alan Henry; Heard, John Frederick, 편집., “The revision of the general catalogue of radial velocities”, 《Determination of Radial Velocities and their Applications, Proceedings from IAU Symposium no. 30》 (University of Toronto: International Astronomical Union) 30, 57쪽, Bibcode:1967IAUS...30...57E.
94. ↑  de Mello, G. F. Porto; del Peloso, E. F.; Ghezzi, Luan (2005), “Astrobiologically interesting stars within 10 parsecs of the Sun”, 《Astrobiology》 6 (2): 308–331, arXiv:astro-ph/0511180, Bibcode:2006AsBio...6..308P, doi:10.1089/ast.2006.6.308, PMID 16689649.
95. ↑  Fuhrmann, K. (January 2004), “Nearby stars of the Galactic disk and halo. III”, 《Astronomische Nachrichten》 325 (1): 3–80, Bibcode:2004AN....325....3F, doi:10.1002/asna.200310173.
96. ↑  King, Jeremy R.;  외. (April 2003), “Stellar kinematic groups. II. A reexamination of the membership, activity, and age of the Ursa Major group”, 《The Astronomical Journal》 125 (4): 1980–2017, Bibcode:2003AJ....125.1980K, doi:10.1086/368241.
97. ↑  Deltorn, J.-M.; Greene, P. (2001년 5월 16일),  Jayawardhana, Ray; Greene, Thoas, 편집., “Search for nemesis encounters with Vega, epsilon Eridani, and Fomalhaut”, 《Young Stars Near Earth: Progress and Prospects》 (San Francisco, CA: Astronomical Society of the Pacific) 244, 227–232쪽, arXiv:astro-ph/0105284, Bibcode:2001ASPC..244.....J, ISBN 1-58381-082-X.
98. ↑  García-Sánchez, J.;  외. (November 2001), “Stellar encounters with the Solar System”, 《Astronomy and Astrophysics》 379 (2): 634–659, Bibcode:2001A&A...379..634G, doi:10.1051/0004-6361:20011330.
99. 1 2 3  Wright, Jason; Marcy, Geoff (July 2010), 《Catalog of nearby exoplanets》, California Planet Survey consortium, 2010년 11월 7일에 확인함.
100. 1 2 3 4  Butler, R. P.;  외. (2006), “Catalog of nearby exoplanets”, 《The Astrophysical Journal》 646: 505–522, arXiv:astro-ph/0607493, Bibcode:2006ApJ...646..505B, doi:10.1086/504701.
101. 1 2 3 4  Reidemeister, M.;  외. (March 2011), “The cold origin of the warm dust around ε Eridani”, 《Astronomy & Astrophysics》 527: A57, arXiv:1011.4882, Bibcode:2011A&A...527A..57R, doi:10.1051/0004-6361/201015328.
102. ↑  Davis, G. R.;  외. (February 2005), “Structure in the ε Eridani debris disk”, 《The Astrophysical Journal》 619 (2): L187–L190, arXiv:astro-ph/0208279, Bibcode:2005ApJ...619L.187G, doi:10.1086/428348.
103. ↑  Morbidelli, A.; Brown, M. E.; Levison, H. F. (June 2003), “The Kuiper Belt and its primordial sculpting”, 《Earth, Moon, and Planets》 92 (1): 1–27, Bibcode:2003EM&P...92....1M, doi:10.1023/B:MOON.0000031921.37380.80.
104. ↑  Coulson, I. M.; Dent, W. R. F.; Greaves, J. S. (March 2004), “The absence of CO from the dust peak around ε Eri”, 《Monthly Notices of the Royal Astronomical Society》 348 (3): L39–L42, Bibcode:2004MNRAS.348L..39C, doi:10.1111/j.1365-2966.2004.07563.x.
105. ↑  Ozernoy, Leonid M.; Gorkavyi, Nick N.; Mather, John C.; Taidakova, Tanya A. (July 2000), “Signatures of exosolar planets in dust debris disks”, 《The Astrophysical Journal Letters》 537 (2): L147–L151, arXiv:astro-ph/0007014, Bibcode:2000ApJ...537L.147O, doi:10.1086/312779.
106. ↑  Kuchner, Marc J.; Stark, Christopher C. (October 2010), “Collisional grooming models of the Kuiper Belt dust cloud”, 《The Astronomical Journal》 140 (4): 1007–1019, arXiv:1008.0904, Bibcode:2010AJ....140.1007K, doi:10.1088/0004-6256/140/4/1007.
107. 1 2  이웃 태양계엔 소행성대가 2개?[깨진 링크(과거 내용 찾기)], 과학동아, 2008-12 작성, 2015-09-16 확인.
108. 1 2 3  Brogi, M.; Marzari, F.; Paolicchi, P. (May 2009), “Dynamical stability of the inner belt around Epsilon Eridani”, 《Astronomy and Astrophysics》 499 (2): L13–L16, Bibcode:2009A&A...499L..13B, doi:10.1051/0004-6361/200811609.
109. 1 2  Clavin, Whitney (2008년 10월 27일), “Closest planetary system hosts two asteroid belts”, 《NASA/JPL-Caltech》, 2012년 11월 19일에 원본 문서에서 보존된 문서, 2010년 7월 4일에 확인함.
110. ↑  Liu, Wilson M.;  외. (March 2009), “Observations of Main-Sequence Stars and Limits on Exozodical Dust with Nulling Interferometry”, 《The Astrophysical Journal》 693 (2): 1500–1507, Bibcode:2009ApJ...693.1500L, doi:10.1088/0004-637X/693/2/1500.
111. ↑  Setiawan, J.;  외. (2008),  Santos, N.C.; Pasquini, L.; Correia, A.; Romaniello, M, 편집., “Planets Around Active Stars”, 《Precision Spectroscopy in Astrophysics》, ESO Astrophysics Symposia (Garching, Germany: European Southern Observatory): 201–204, arXiv:0704.2145, Bibcode:2008psa..conf..201S, doi:10.1007/978-3-540-75485-5_43, ISBN 978-3-540-75484-8.
112. 1 2  Heinze, A. N.;  외. (November 2008), “Deep L'- and M-band imaging for planets around Vega and ε Eridani”, 《The Astrophysical Journal》 688 (1): 583–596, arXiv:0807.3975, Bibcode:2008ApJ...688..583H, doi:10.1086/592100.
113. ↑  Zechmeister, M.;  외. (April 2013), “The planet search programme at the ESO Coudé Echelle spectrometer and HARPS. IV. The search for Jupiter analogues around solar-like stars”, 《Astronomy & Astrophysics》 552: 62, arXiv:1211.7263, Bibcode:2013A&A...552A..78Z, doi:10.1051/0004-6361/201116551, A78
114. ↑  Veras, Dimitri; Armitage, Philip J. (January 2004), “Outward migration of extrasolar planets to large orbital radii”, 《Monthly Notices of the Royal Astronomical Society》 347 (2): 613–624, arXiv:astro-ph/0310161, Bibcode:2004MNRAS.347..613V, doi:10.1111/j.1365-2966.2004.07239.x.
115. ↑  McCarthy, Chris (2008), 《Space Interferometry Mission: key science project》, Exoplanets Group, San Francisco State University, 2007년 8월 10일에 원본 문서에서 보존된 문서, 2008년 7월 22일에 확인함.
116. ↑  McNutt, R. L.;  외. (2000년 1월 19일), “A realistic interstellar explorer”, 《AIP Conference Proceedings, Space Technology and Applications International Forum》 504: 917–924, Bibcode:2000AIPC..504..917M, doi:10.1063/1.1302595.
117. ↑  Kitzmann, D.;  외. (February 2010), “Clouds in the atmospheres of extrasolar planets. I. Climatic effects of multi-layered clouds for Earth-like planets and implications for habitable zones”, 《Astronomy and Astrophysics》 511: 511A66.1–511A66.14, arXiv:1002.2927, Bibcode:2010A&A...511A..66K, doi:10.1051/0004-6361/200913491. See table 3.
118. ↑  Underwood, David R.; Jones, Barrie W.; Sleep, P. Nick (2003), “The evolution of habitable zones during stellar lifetimes and its implications on the search for extraterrestrial life”, 《International Journal of Astrobiology》 2 (4): 289–299, arXiv:astro-ph/0312522, Bibcode:2003IJAsB...2..289U, doi:10.1017/S1473550404001715.
119. ↑  Jones, Barrie W.; Underwood, David R.; Sleep, P. Nick (April 22–25, 2003), “The stability of the orbits of Earth-mass planets in and near the habitable zones of known exoplanetary systems”, 《Proceedings of the Conference on Towards Other Earths: DARWIN/TPF and the Search for Extrasolar Terrestrial Planets》 (Heidelberg, Germany: Dordrecht, D. Reidel Publishing Co) 539: 625–630, arXiv:astro-ph/0305500, Bibcode:2003ESASP.539..625J, ISBN 92-9092-849-2.
120. ↑  Woolley R.; Epps E. A.; Penston M. J.; Pocock S. B. (1970). "Woolley 144". Catalogue of stars within 25 parsecs of the Sun. 2014-09-28 확인.
121. ↑  Gliese, W. and Jahreiß, H. (1991). "Gl 144". Preliminary Version of the Third Catalogue of Nearby Stars. 2014-09-28 확인.
122. ↑  Van Altena W. F., Lee J. T., Hoffleit E. D. (1995). "GCTP 742". The General Catalogue of Trigonometric Stellar Parallaxes (Fourth ed.). 2014-09-28 확인.
123. 1 2  Perryman et al. (1997). "HIP 16537". The Hipparcos and Tycho Catalogues. 2014-09-28 확인.
124. ↑  "RECONS TOP100". THE ONE HUNDRED NEAREST STAR SYSTEMS brought to you by RECONS (Research Consortium On Nearby Stars). 2012. 2015-09-10 확인.

좌표:  03h 32m 55.84496s, −09° 27′ 29.7312″